# دونيي بوتوتشاري
دونيي بوتوتشاري (بالصربية: Доњи Поточари)‏ هي قرية تقع في بلدية سريبرينيتشا في جمهورية صرب البوسنة في البوسنة والهرسك يبلغ عدد سكان القرية 705 نسمة حسب تعداد سنة 2013.

## التاريخ

### حرب البوسنة
خلال حرب البوسنة والهرسك، كانت القرية جزءا من بلدية سريبرينيتشا. إلى جانب المناطق الأخرى في البلدية، ازداد عدد سكانها حيث استضافت لاجئين من الأجزاء المُجاورة من البوسنة. عندما اجتاحت القوات الصربية البلدية في يوليو 1995، جرت مذبحة سربرينيتشا التي خلفت مقتل أكثر من 8000 من الرجال والفتيان البوشناق (المسلمين).

### ما بعد الحرب

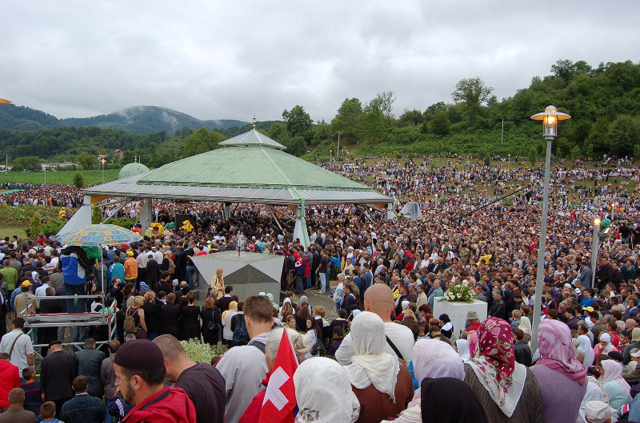
إحياء ذكرى مذبحة سربرينيتشا، 11 يوليو 2007

في أكتوبر 2000، أعلن الممثل السامي للبوسنة والهرسك وولفغانغ بيتريتش، أن الأرض في بوتوتشاري ستحتضن نُصبا تذكاريا ومقبرة لضحايا الإبادة الجماعية في سربرنيتسا. في مايو 2001، أُنشئت مُؤسسة للإشراف على وتمويل بناء النصب التذكاري للإبادة الجماعية في سريبرينيتسا. بعد شهرين من ذلك، وتزامنا مع الذكرى السنوية السادسة للمذبحة، وُضع حجر الأساس للنصب التذكاري أمام حشد من 15,000 شخص. [بحاجة لمصدر] أقيم النصب التذكاري الأول في يوليو 2002، بحضور حوالي 20,000 شخص. ودُفن أول 600 ضحية في المقبرة الجديدة في مارس 2003. [بحاجة لمصدر]

## التركيبة السكانية
في تعداد سنة 1991، كان عدد سكان القرية 1,147 نسمة، منهم 981 نسمة (85.5٪) من البوشناق و 147 نسمة (12.7٪) من الصرب و 19 من عرقيات أُخرى. وفي تعداد سنة 2013، انخفض عدد سُكان القرية إلى 705 نسمة، من بينهم 363 نسمة (51.5٪) من البوسنيين و 330 نسمة (46.8 ٪) من الصرب و 12 نسمة من عرقيات أخرى.

## شخصيات من القرية
- ناصر أوريتش قائد في جيش جمهورية البوسنة والهرسك خلال حرب البوسنة والهرسك.